# ایم جی کیو
ایم جی کیو (کره‌ای: 임지규؛ زادهٔ ۷ مارس ۱۹۷۸) بازیگر اهل کره جنوبی است. او به خاطر ایفای نقش در فیلم‌های مستقل کی در منو می‌زنه؟، جبهه آزادی کهکشان راه شیری و جادو شناخته می‌شود. ایم جی کیو همچنین در مجموعه تلویزیونی بزرگترین عشق بازی کرده‌است.

## فیلم‌شناسی

### فیلم
| سال  | عنوان                      | نقش           | توضیحات    |
| ---- | -------------------------- | ------------- | ---------- |
| ۲۰۰۴ | ردپا                       |               | فیلم کوتاه |
| ۲۰۰۷ | کی در منو می‌زنه؟           | مین جه هی     |            |
| ۲۰۰۷ | جبهه آزادی کهکشان راه شیری | یونگ جه       |            |
| ۲۰۰۸ | در بوتیک                   |               | فیلم کوتاه |
| ۲۰۰۸ | رسوایی سازان               | پارک سانگ یون |            |
| ۲۰۰۹ | بسته‌بندی حبابی             | سونگ تک       | فیلم کوتاه |
| ۲۰۰۹ | یک قدم مانده به دریا       | پیشخدمت       |            |
| ۲۰۰۹ | شب روشن                    | یاک تونگ      |            |
| ۲۰۱۰ | لب‌هایم را بخوان            | جوانان کلیسا  |            |
| ۲۰۱۰ | جادو                       | میونگ جین     |            |
| ۲۰۱۱ | کودکلت                     | دونگ چول      |            |
| ۲۰۱۲ | ناتوان                     | استاکر        |            |
| ۲۰۱۲ | بهار، برف                  | یونگ جه       |            |
| ۲۰۱۲ | درخت هلو                   | حضور افتخاری  |            |
| ۲۰۱۳ | عشق گرانبها                | اون یو        |            |
| ۲۰۱۷ | یک روز                     | یونگ سون      |            |
| ۲۰۲۱ | زرد تیره                   |               | فیلم کوتاه |